# The Strong Man's Burden
The Strong Man's Burden è un cortometraggio muto del 1913 diretto da Anthony O'Sullivan.

## Produzione
Il film fu prodotto dalla Biograph Company.

## Distribuzione
Distribuito dalla General Film Company, il film - un cortometraggio in una bobina - uscì nelle sale cinematografiche USA il 6 settembre 1913. Uscì anche nel Regno Unito, dove fu distribuito il 27 ottobre 1913.
Non si conoscono copie ancora esistenti della pellicola che viene considerata presumibilmente perduta.